# Power Play (serie de televisión)
Power Play es una serie de televisión noruega estrenada en el canal NRK en octubre de 2023. Fue creada por Johan Fasting, Silje Storstein y Kristin Grue. La serie consta de doce episodios divididos en dos partes; la primera se emitió en otoño de 2023 y la segunda a partir de enero de 2024. Se trata de una sátira política con ritmo acelerado y humor ácido.
La serie fue la ganadora del premio a la mejor serie en la edición del Cannes International Series Festival de 2023, en la que también se llevó el premio a la mejor música. En España se presentó en la primera edición del South International Series Festival de Cádiz.

## Argumento
La serie basada en hechos reales; sigue la lucha por el poder en el Partido Laborista de Noruega durante los años 70 y 80 del siglo XX y la historia de la primera mujer primera ministra del país, Gro Harlem Brundtland.